# Universidad Bethel
La Universidad Bethel (Bethel University en idioma inglés) es una universidad privada, bautista ubicada en Arden Hills (Minnesota), Estados Unidos de América. Ella está afiliada a Converge.

## Historia
La universidad tiene sus orígenes en el Seminario Teológico de la Unión Bautista en Chicago, fundado por un pastor bautista sueco John Alexis Edgren en 1871. En 1914, Converge se ha convertido en el socio principal de la escuela. En 1947, la escuela pasó a llamarse Bethel College and Seminary. En 2004, se convirtió en universidad. Para el año 2018-2019, tuvo 3.692 alumnos.

## Membresías
Es miembro de Converge.

## Campus

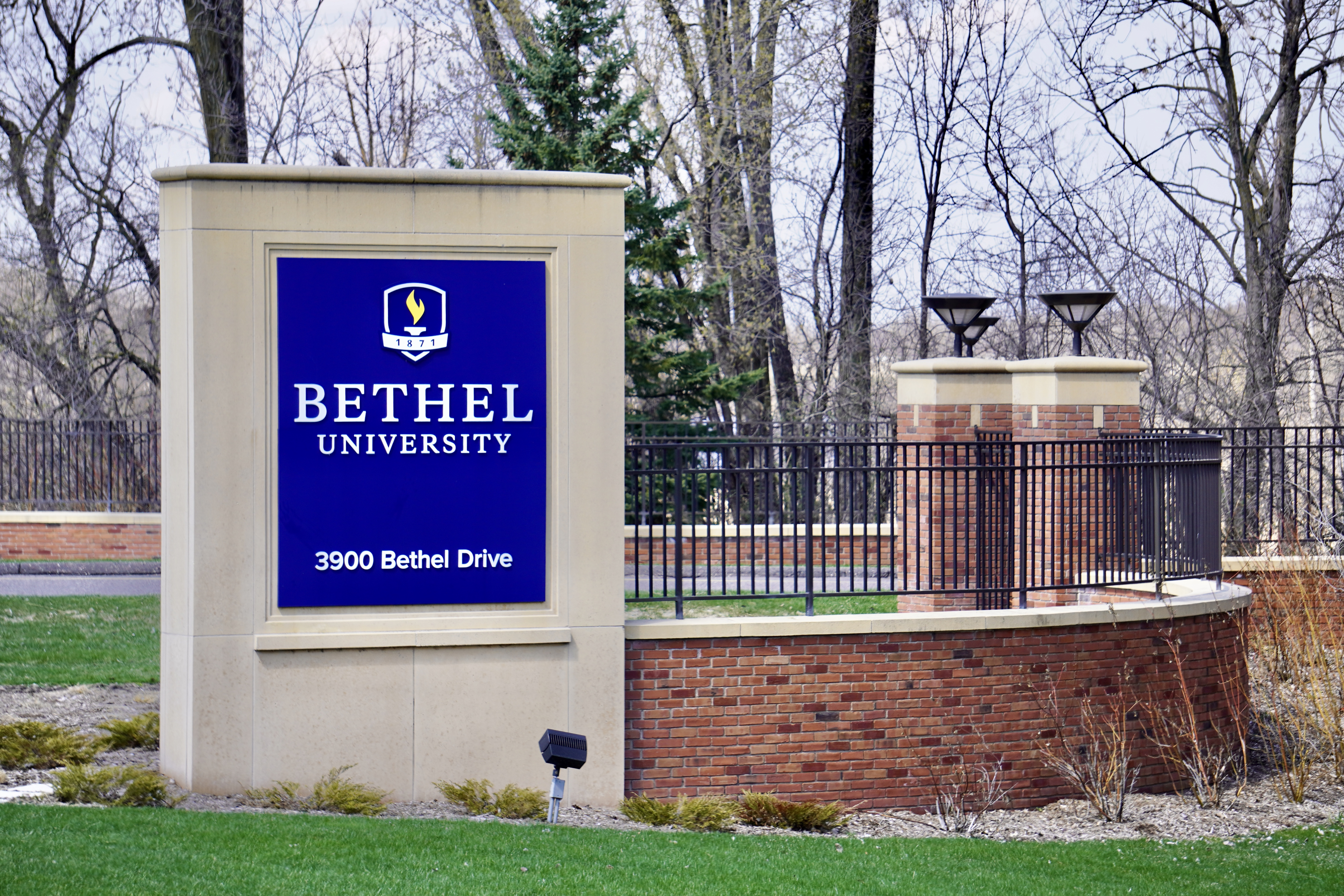
Entrada de la Universidad
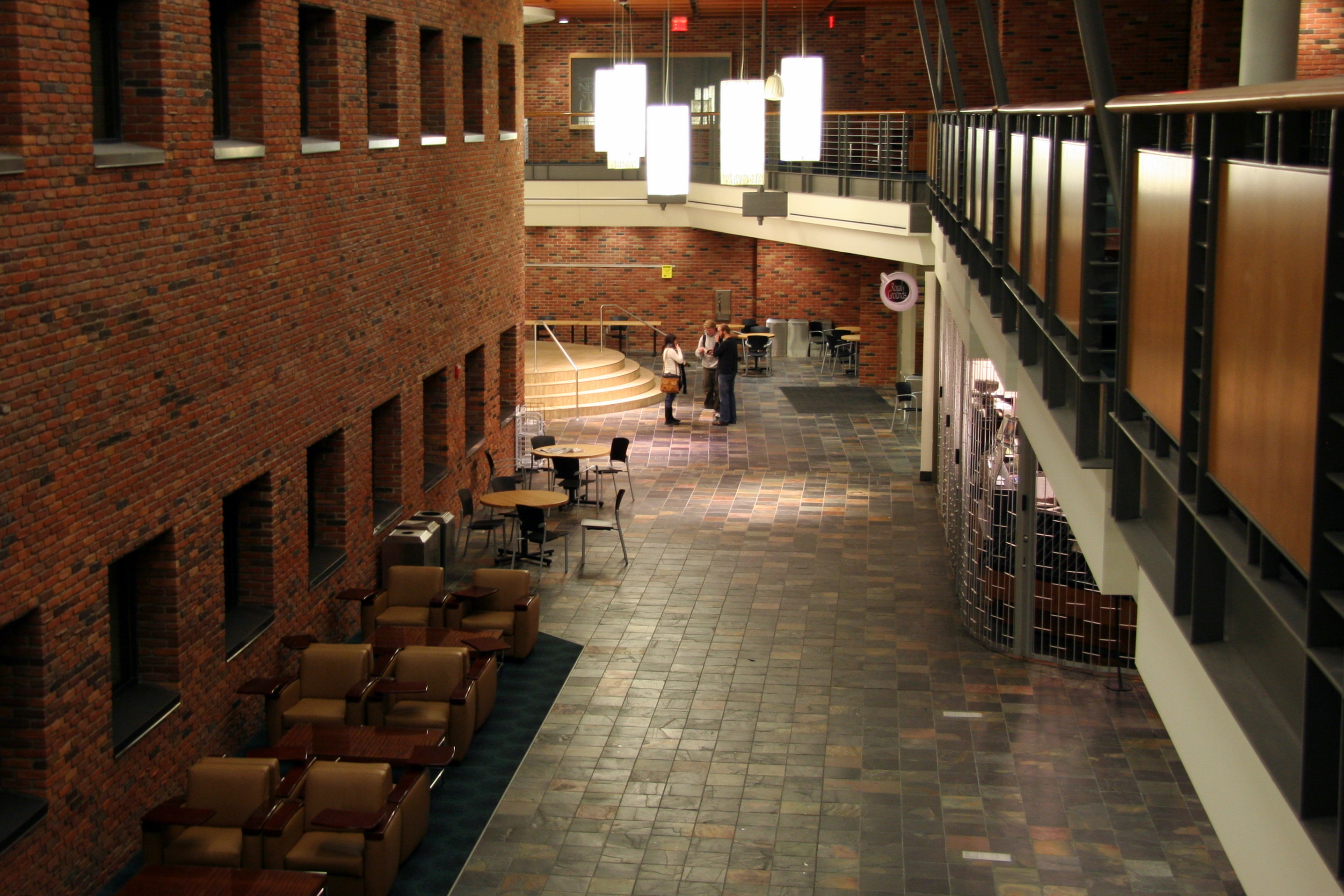
Royal Grounds Cafe